# Sévignacq
Sévignacq är en kommun i departementet Pyrénées-Atlantiques i regionen Nouvelle-Aquitaine i sydvästra Frankrike. Kommunen ligger i kantonen Thèze som tillhör arrondissementet Pau. År 2022 hade Sévignacq 796 invånare.

## Befolkningsutveckling
Antalet invånare i kommunen Sévignacq
| Referens: INSEE |